# Бутцензе
Бутцензе (нем. Butzensee) — высокогорное озеро Северных Известняковых Альп. Располагается возле перевала Монензаттель на территории округа Брегенц в федеральной земле Форарльберг на западе Австрии.
Бутцензе представляет собой бессточное олиготрофное озеро, находящееся на высоте 2120 м над уровнем моря между горами Браунальшпиц и Моненфлу в южной части общины Шрёккен. Площадь озера составляет около 2,07 га.
Вода в озере мягкая (4,2 °dH), слабощелочная (pH 8,1). Прозрачность воды — более 3 м.